# Camisea
Camisea est un  champ de gaz situé à proximité du Río Urubamba, au centre du Pérou. Le nom de Camisea décrit aussi les projets qui ont permis d'exploiter et d'acheminer le gaz naturel issu du gisement à travers la Cordillère des Andes jusqu'au port de Pisco. 

## Historique
En juillet 1981, l’État péruvien a souscrit un contrat concernant les opérations pétrolières pour les lots 38 et 42 avec la compagnie Shell.
Ces concessions comptent environ 2 millions d'hectares dans la partie sud du bassin de l'Ucayali. C'est seulement en 1987, après l'installation de 3 000 km de lignes sismiques et le forage de 5 puits que Camisea révèle au monde 2 gisements de gaz naturel parmi lesquels San Martin et Cashiriari. L'enthousiasme qu'a généré la découverte a donné lieu a la signature de l'accord, pour exploiter Camisea, entre Shell et PetroPeru en mars 1988.
Cependant les négociations ont été conclues en août de cette année-là sans parvenir a un contrat définitif.
En mars 1994 a été signée la convention pour l'évaluation et le développement des gisements de Camisea entre Shell et Pétroplus
En juillet 1998 le consortium Shell/Mobil a communiqué sa décision de ne pas continuer la deuxième partie du contrat et l'investissement prévu de 500 millions de dollars, les 6 puits et les installations bénéficient a l’État péruvien. 
De ce fait, en mai 1999 la commission de promotion de l'investissement privé leur accorde une aide pour développer le projet Camisea, grâce à un schéma qui comprend les modules indépendants du projet.
Durant la même année est approuvée la loi No 27133 qui assure le ravitaillement du marché interne pour un "horizon de 20 ans."
Après plusieurs reports, le projet a finalement été réalisé sous la présidence d'Alejandro Toledo et a abouti en août 2004, permettant au Pérou de diversifier ses sources primaires d'énergie (pétrole et charbon). Des projets d'extension sont en cours de réalisation.

## Le projet
Le grand projet consiste à capter et transporter le gaz naturel provenant des gisements de San Martín et Cashiari, dans le lot 88, vers une usine de séparation des liquides située à Malvinas, sur la rive de l'Urubamba. Dans cette usine, on sépare l'eau et les hydrocarbures liquides contenus dans le gaz naturel et on le transforme pour qu'il soit transporté par un gazoduc jusqu'à la City Gate à Lima. C'est là que le gaz est filtré, mesuré et qu'on réduit sa pression pour l'introduire dans le système de distribution. L’excédent de gaz est réinjecté dans les réserves de production.   
De plus, les liquides du gaz naturel obtenus dans l'usine de séparation sont conduits jusqu'à la côte, grâce à un gazoduc et reçus dans une usine à Pisco, où on les sépare en produits de qualité commerciale (GPL, essence) et ensuite on les met sur le marché grâce à des bateaux ou des camions citernes.   

## Forum du Gaz
Le Pérou pourra prétendre à être admis au Forum Mondial du Gaz, qui vise à être une organisation similaire à l'OPEP. Le Forum naît en 2000 avec sa première conférence en Iran. L'objectif est d'échanger des informations entre les pays exportateurs et importateurs de gaz en suivant le chemin de l'OPEP.

## Controverses
Plusieurs accidents sont survenus lors de la construction et l'exploitation du gazoduc qui traverse les territoires Zápara dans la forêt amazonienne et la réserve nationale de Paracas.